# مطار أتي
مطار أتي (إياتا: ATV، إيكاو: FTTI) هو مطار للاستخدام العام يقع بالقرب من أتي، في منطقة البطحة، في تشاد.

## روابط خارجية
- سجل مطار أتي في Landings.com